# Campionato sudamericano femminile di pallacanestro 2003
Il 28º Campionato dell'America Meridionale Femminile di Pallacanestro (noto anche come FIBA South American Championship for Women 2003) si è svolto dal 22 al 27 giugno 2003 a Loja, in Ecuador. Il torneo è stato vinto dalla nazionale brasiliana.

## Squadre partecipanti
- Argentina
- Brasile
- Cile
- Ecuador
- Perù
- Venezuela

## Classifica finale
| Pos | Squadra   | V-P |
| --- | --------- | --- |
|     | Brasile   | 6-0 |
|     | Argentina | 4-2 |
|     | Cile      | 3-2 |
| 4   | Venezuela | 2-3 |
| 5   | Ecuador   | 1-4 |
| 6   | Perù      | 0-5 |